# María José Pueyo Bergua
María José Pueyo Bergua (Jaca, 16 de març de 1970) és una esportista espanyola que ha competit en atletisme. La seua especialitat és la marató. L'aragonesa va arribar tard al seu esport, que va començar a practicar de forma competitiva en carreres populars, als 28 anys.
Als anys 2005, a Vitòria, i 2008, a València, fou la guanyadora del campionat d'Espanya de marató. En 2005 va començar a participar en competicions internacionals. En 2006 va participar en el campionat d'Europa disputat a Göteborg.
Va participar en els Jocs Olímpics de Pequín 2008 en la prova de la marató classificant-se en el lloc 64 amb una marca de 2h 48´01".
Actualment es troba estudiant Ciències de l'activitat física i de l'esport en la Facultat d'Osca, pertanyent a la Universitat de Saragossa.

## Honors
- Millor esportista de la Província d'Osca de 2008.[5]
- Millor esportista aragonesa de l'any 2005 en la gala organitzada pel Govern d'Aragó.